# Helicopsyche rodschana
Helicopsyche rodschana är en nattsländeart som beskrevs av Malicky och Chantaramongkol 1992. Helicopsyche rodschana ingår i släktet Helicopsyche och familjen Helicopsychidae. Inga underarter finns listade i Catalogue of Life.